# Ga Guryong
Ga Guryong là ga trên Tuyến Bundang của mạng lưới Tàu điện ngầm Seoul ở Hàn Quốc. Nó nằm trong vùng Gaepo-dong thuộc Gangnam-gu của Seoul. Nhà ga mở cửa vào 24 tháng 10 năm 2004.

## Bố trí ga
| ↑ Dogok      |
| \| １        |
| Gaepo-dong ↓ |

| １ | ●Tuyến Suin–Bundang |   | Hướng đi Incheon →     |
| ２ | ●Tuyến Suin–Bundang | ← | Hướng đi Cheongnyangni |